# KVV Coxyde
KVV Coxyde – belgijski klub piłkarski z siedzibą w mieście Koksijde, działający w latach 1934–2020, grający niegdyś w drugiej lidze belgijskiej.

## Historia
Klub został założony w 1934 roku, a w 2020 roku klub został rozwiązany. W swojej historii klub spędził jeden sezon na poziomie drugiej ligi, w której grał w latach 2015-2016 oraz 7 sezonów na poziomie trzeciej ligi. 

## Stadion
Domowe mecze klub rozgrywał na stadionie o nazwie Henri Houtsaegerstadion, położonym w Koksijde. Stadion mógł pomieścić 2500 widzów.

## Reprezentanci kraju grający w klubie
Stan na listopad 2021
| - Gaëtan Englebert - Wilfried Puis | - Masis Woskanian |